# Lydomorphus arnoldii
Lydomorphus arnoldii is een keversoort uit de familie van oliekevers (Meloidae). De wetenschappelijke naam van de soort is voor het eerst geldig gepubliceerd in 1963 door Kaszab.